# Industrielle Reservearmee
Als industrielle Reservearmee (auch Surplus-Bevölkerung) wird in der marxistischen Wirtschaftstheorie die Menge an Arbeitern bezeichnet, die bereit und gezwungen sind, ihre Arbeitskraft zu verkaufen, aber keinen Käufer finden.
Entgegen den in seiner Zeit verbreiteten malthusianischen Bevölkerungstheorien, die den Grund für die Arbeitslosigkeit in einer zu hohen Fortpflanzungsrate der Arbeiter sahen, versuchte Karl Marx nachzuweisen, dass die auf dem Arbeitsmarkt bestehende „Überbevölkerung“ von der kapitalistischen Entwicklung selbst produziert werde.
Die Größe der industriellen Reservearmee hängt dabei nach Marx von zwei Effekten ab: einerseits von den Beschäftigungseffekten der Kapital-Akkumulation, andererseits vom gegenläufigen Effekt der Steigerung der Produktivkräfte, die zu einer Freisetzung von Arbeitskräften führt.
Marx ging davon aus, dass das Kapital tendenziell eine immer größer werdende industrielle Reservearmee hervorbringt, da bei einer ungefähr gleich bleibenden Zahl von Arbeitskräften der „Freisetzungseffekt“ der Produktivkraftsteigerung den „Beschäftigungseffekt“ der Akkumulation überwiege.
Die Existenz dieser Reservearmee bietet für die einzelnen Kapitale einen doppelten Vorteil. Zum einen drücken die „unbeschäftigten“ Arbeitskräfte auf den Lohn der „Beschäftigten“, zum anderen stellen sie eine „Reserve“ für sprunghafte Ausdehnungen der Akkumulation dar.

## Ursache
Nach marxistischer Auffassung ist gesellschaftliche Arbeitslosigkeit für den Kapitalismus notwendig und stellt eine seiner notwendigen Begleiterscheinungen dar. Sie entsteht durch den Zwang der Erzielung von maximalem Mehrwert. Aus diesem Grund wird bei Lohnsenkung keine zusätzliche Arbeit gekauft, wenn die vorhandene für die Produktion ausreicht. Das Arbeitsvolumen ist dabei abhängig von verschiedenen Faktoren wie der Zahl der Arbeitskräfte und der Arbeitszeit. Nach Marx erhält ein Arbeiter lediglich die für seine Reproduktion notwendige Vergütung. Deshalb kann es sinnvoll sein, einen Teil der Arbeiter sehr viel arbeiten zu lassen und einen anderen Teil aus dem Produktionsprozess auszustoßen. Aus einer ungleichmäßigen Verteilung der Senkung des Arbeitsvolumens folgt also eine Erhöhung der Arbeitslosigkeit.
Sie bilden die „industrielle Reservearmee“, auf die das Kapital jederzeit zugreifen kann, wenn sie sie benötigt: „Es ist daher ebenso sehr Tendenz des Kapitals die arbeitende Bevölkerung zu vermehren, wie einen Teil derselben beständig als Überschuss-bevölkerung – Bevölkerung, die zunächst nutzlos ist, bis das Kapital sie verwerten kann“.
Die Konkurrenz der Einzelkapitalien untereinander zwingt die Einzelkapitale, ihre Produktivkraft zu steigern: „Die größere Produktivität der Arbeit drückt sich darin aus, dass das Kapital weniger notwendige Arbeit zu kaufen hat, um denselben Wert und größere Mengen von Gebrauchswerten zu schaffen, oder dass geringere notwendige Arbeit denselben Tauschwert schafft, mehr Material verwertet, und eine größere Masse Gebrauchswerte. … Es erscheint dies zugleich so, dass eine geringere Menge Arbeit eine größere Menge Kapital in Bewegung setzt.“ Rationalisierung bzw. Disziplinierung im Arbeitssektor  und Technischer Fortschritt ermöglichen das: „Die im Lauf der normalen Akkumulation gebildeten Zusatzkapitale dienen vorzugsweise als Vehikel zur Ausbeutung neuer Erfindungen und Entdeckungen, überhaupt industrieller Vervollkommnungen. Aber auch das alte Kapital erreicht mit der Zeit den Moment, wo es sich eine technisch modernisierte Form gibt, worin eine geringere Masse Arbeit genügte, eine größere Masse Maschinerie und Rohstoffe in Bewegung zu setzen. Die hieraus notwendig folgende absolute Abnahme der Nachfrage nach Arbeit wird selbstredend umso größer, je mehr die diesen Erneuerungsprozess durchmachenden Kapitale bereits zu Massen angehäuft sind … Einerseits zieht also das im Fortgang der Akkumulation gebildete Zuschusskapital, verhältnismäßig zu seiner Größe, weniger und weniger Arbeiter an. Andererseits stößt das periodisch in neuer Zusammensetzung reproduzierte alte Kapital mehr und mehr früher von ihm beschäftigte Arbeiter aus.“ „Im selben Verhältnis daher, wie sich die kapitalistische Produktion entwickelt, entwickelt sich die Möglichkeit einer relativ Überzähligen Arbeiterbevölkerung, nicht weil die Produktivkraft der gesellschaftlichen Arbeit abnimmt, sondern weil sie zunimmt, also nicht aus einem absoluten Missverhältnis zwischen Arbeit und Existenzmitteln oder Mitteln zur Produktion dieser Existenzmittel, sondern aus einem Missverhältnis, entspringend aus der kapitalistischen Ausbeutung der Arbeit, dem Missverhältnis zwischen dem steigenden Wachstum des Kapitals und seinem relativ abnehmenden Bedürfnis nach wachsender Bevölkerung.“
Das Entstehen der industriellen Reservearmee ist außerdem auf die Tendenz zur „Zentralisation des Kapitals“, also dem Zusammenschluss verschiedener Einzelkapitale zurückzuführen. Bei diesem Prozess kommt es zu einem Anwachsen des Kapitals, was sich meistens auch in einer beschleunigten technischen Umwälzung ausdrückt, ohne dass aber das Gesamtkapital gewachsen wäre. Insofern kommt es aufgrund der Zentralisation immer wieder zu Produktivkraftsteigerungen mit bedeutenden Freisetzungseffekten, ohne dass ihnen Beschäftigungseffekte aufgrund einer Akkumulation gegenüberstehen würden.
Im Kapitalismus gilt nach Marx: Je größer der Reichtum, je höher die Produktivkraft, desto höher die Arbeitslosigkeit: „Je größer der gesellschaftliche Reichtum, das funktionierende Kapital, Umfang und Energie seines Wachstums, also auch die absolute Größe des Proletariats und die Produktivkraft seiner Arbeit, desto größer die industrielle Reservearmee. Die disponible Arbeitskraft wird durch dieselben Ursachen entwickelt wie die Expansivkraft des Kapitals. Die verhältnismäßige Größe der industriellen Reservearmee wächst also mit den Potenzen des Reichtums. Je größer aber diese Reservearmee im Verhältnis zur aktiven Arbeiterarmee, desto massenhafter die konsolidierte Übervölkerung, deren Elend im umgekehrten Verhältnis zu ihrer Arbeitsqual steht. Je größer endlich die […] die industrielle Reservearmee, desto größer der offizielle Pauperismus. Dies ist das absolute, allgemeine Gesetz der kapitalistischen Akkumulation.“
„Es liegt in der Natur des Kapitals, einen Teil der Arbeiterbevölkerung zu überarbeiten und einen anderen zu verarmen.“

## „Relative Überbevölkerung“
Im Kapitalismus ist also eine „permanente scheinbare Arbeiterübervölkerung“ systemimmanent, denn der Widerspruch im Kapitalismus ist, dass das Kapital möglichst viel Arbeit braucht, um möglichst viel zu produzieren (also einen ständigen Zugriff auf Arbeit haben muss) und zugleich möglichst wenig Arbeit kaufen muss. Marx bezeichnet die industrielle Reservearmee als „relative Überbevölkerung“, da sie spezifisch sei für eine kapitalistische Produktionsweise. Er unterscheidet drei Typen: eine flüssige, latente und stockende Überbevölkerung (MEW 23, S. 670–673):
1. Zur flüssigen Überbevölkerung zählen die Arbeiter in der Stadt, die in den Perioden des Aufschwungs beschäftigt sind, in Krisenzeiten dagegen aus dem Produktionskreislauf ausgestoßen werden.
2. Die latente Überbevölkerung rekrutiert sich aus dem in der Landwirtschaft tätigen Teil der Bevölkerung, der keine Produktionsmittel hat und daher „latent“ zur Landflucht gezwungen ist.
3. Zur stockenden Überbevölkerung zählen die Gelegenheitsarbeiter, für die eine sehr unregelmäßige Beschäftigung charakteristisch ist. Sie bilden das Haupt-Reservoir disponibler Arbeitskraft.

Die industrielle Reservearmee stellt bei Marx – im Unterschied zu Malthus, gegen den Marx heftig polemisiert – keine „absolute“, d. h. demographisch begründete Überbevölkerung dar; es handle sich bei ihr vielmehr um eine Überbevölkerung relativ zu den momentanen Bedürfnissen des Kapitals (also der Akkumulation von Kapital). In der Periode des Aufschwungs nehme die industrielle Reservearmee ab, in Krisenzeiten oder Flauten steige sie dagegen stark an. Auf lange Sicht wachse jedoch „die Arbeiterbevölkerung stets rascher […] als das Verwertungsbedürfnis des Kapitals“ (MEW 23, S. 674), was Marx auch als das „Gesetz der progressiven Abnahme der relativer Größe des variablen Kapitals“ (MEW 23, S. 660) bezeichnet. In Lohnarbeit und Kapital spricht Marx in diesem Zusammenhang sogar von einem „industriellen Krieg der Kapitalisten untereinander“:
Dieser Krieg hat das Eigentümliche, daß die Schlachten weniger in ihm gewonnen werden durch Anwerben als durch Abdanken der Arbeiterarmee. Die Feldherren, die Kapitalisten, wetteifern untereinander, wer am meisten Industrie-Soldaten entlassen kann. (MEW 6, S. 421).

### Schriften von Marx
- Lohnarbeit und Kapital, MEW 6
- Das Kapital, Bd. I, MEW 23
- Das Kapital, Bd. III, MEW 25

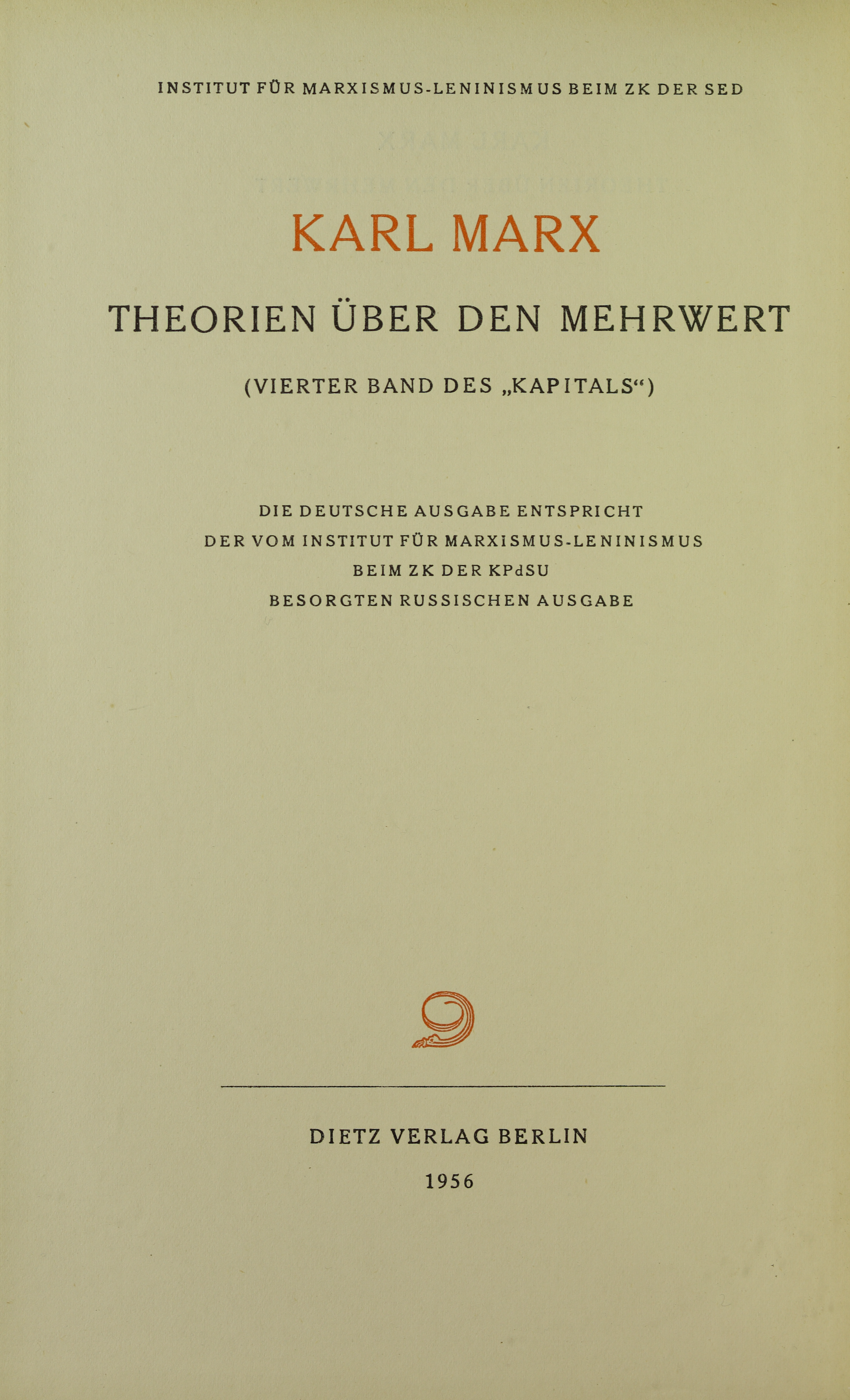
Karl Marx, Theorien über den Mehrwert, 1956

- Theorien über den Mehrwert, MEW 26.3
- Das Elend der Philosophie

### Einführungen
- Cyrus Bina: industrielle Reservearmee, in: HKWM, Bd. 6/II, Sp. 1003–1011
- Guy Caire: Arbeitslosigkeit, in: KWM, Bd. 1, S. 101–103
- Iring Fetscher (Hrsg.): Grundbegriffe des Marxismus. Eine lexikalische Einführung. Hoffmann und Campe, Hamburg 1976, S. 145–147
- Michael Heinrich: Die Wissenschaft vom Wert: die Marxsche Kritik der politischen Ökonomie zwischen wissenschaftlicher Revolution und klassischer Tradition. VSA-Verlag, Hamburg 1991, ISBN 3-87975-583-3, S. 122–130.
- ders.: Kritik der politischen Ökonomie: eine Einführung. Schmetterling Verlag, Stuttgart 2009 (7. Aufl.), ISBN 978-3-89657-593-7, S. 322–327.
- Horst Richter u. a. (Hrsg.): Politische Ökonomie des Kapitalismus und des Sozialismus. Lehrbuch für das marxistisch-leninistische Grundlagenstudium. Dietz Verlag, Berlin 1977 (4. Aufl.), S. 143–146